# This Is the Police 2
This Is the Police 2 (укр. Це Поліція 2) — відеогра у жанрі пригодницької стратегії із сюжетом нуар драми, розроблена білоруською студією Weappy Studio і видана Nordic Games 31 липня 2018 року для платформ Windows, MacOS, Linux, PlayStation 4, Xbox One та Nintendo Switch. Гра є продовженням однойменної гри This Is the Police 2016 року.
Сюжет гри продовжує історію Джека Бойда який ховається від ФБР в невеликому містечку Шарпвуд. Там він знайомиться з головою поліцейського департаменту Ліллі Рід і розповідає їй про своє минуле у Фрібурзі. Ліллі призначає Джека своїм помічником для підтримки порядку в місті. По ходу гри доведеться проводити розслідування, штурмувати будівлі і знищувати банди.

## Оцінки
This Is the Police 2 отримала змішані відгуки ігрових ресурсів. Так, гра має 66 балів з 100 можливих на сайті Metacritic, грунтуючись на 34 рецензіях. Riot Pixels дав грі 71 %. PCgamer оцінив гру в 55 балів зі 100.